# Idaea transcatenulata
Idaea transcatenulata là một loài bướm đêm trong họ Geometridae.